# AEGEE
Асоціація генеральних штатів Європи (фр. Association des Etats Généraux des Etudiants de l’Europe, AEGEE), також відома як Європейський студентський форум, є однією з найбільших молодіжних організацій Європи. Заснована в Парижі у 1985 році, її членами є близько 13 000 представників студентства та молоді з понад 150 європейських міст зі штаб-квартирою в Брюсселі.
AEGEE - непартійна, нерелігійна, неприбуткова організація. Усі проєкти та заходи здійснюються волонтерськими зусиллями її членів.
AEGEE сприяє побудові рівної, демократичної, єдиної та відкритої для всіх Європи. Щорічно в мережі Організації влаштовують кілька сотень конференцій, навчальних та культурних заходів, головною метою яких є об'єднання європейської молоді через взаємодію, спілкування, вільний обмін думками. AEGEE впевнена, що проблема інтеграції Європи це, радше, проблема ставлення людей до самої інтеграції, ніж до форми, в якій вона відбувається.
Внаслідок майже тридцятирічного розвитку в AEGEE сформувалась демократична структура, що є виборною знизу догори.
AEGEE активно взаємодіє з відомими європейськими та світовими організаціями: є членом Європейського молодіжного форуму, Міжнародного європейського руху, Пожиттєвої платформи навчання, Європейського громадянського форуму, Неформального форуму міжнародних студентських організацій; співпрацює з ЕКОСОР, ЮНЕП, ЮНЕСКО, ПРООН, Фондом ООН у галузі народонаселення, ОЕСР, ОБСЄ, та Всесвітнім банком; має консультативний статус при ООН, ОБСЄ та Раді Європи.
Серед патронів AEGEE - Романо Проді, Михайло Горбачов, Вольфганг Тірс, Ерік Фромент, Даніель Таршис, Давід Стулік та інші.

## Історія організації
1985 рік
Асоціацію було створено 16 квітня 1985 року в результаті конференції EGEE 1 (États Généraux des Étudiants de l'Europe), коли була проведена перша подія в Парижі - збори студентів з Парижа, Лейдена, Лондона, Мадрида, Мілана та Мюнхена, організована президентом-засновником Франком Б'янкері у співпраці з п'ятьма Великими школами у Парижі. Вона мала на меті подолати параліч тогочасного процесу євроінтеграції і незабаром усі залучені студенти виявили бажання перетворити конференцію EGEE в повноцінну організацію, яка б стала платформою для молодих європейців для обговорення європейських питань та представлення своїх ідей як європейським, так і національним інституціям. Завдяки унікальності тогочасної ідеї, EGEE змогла стимулювати багатьох студентів до створення осередків організації у своїх містах.
1986 рік
Сформовано три робочі групи EGEE: спонсорство, стажування та вивчення мов.
EGEE проводить конференцію з прикордонних питань у Неймегені.
До початку навчального року EGEE має 26 осередків та 6000 членів.
EGEE організовує в Гайдельберзі конференцію про відносини між Далеким Сходом та Європою.
EGEE організовує в Тулузі перший Європейський Вікенд.
EGEE організовує в Парижі конференцію з фармацевтичної галузі в Європі та в Мюнхені конференцію з питань Європейської валютної системи.
EGEE організовує разом із газетою Ле-Монд "Ніч 7 європейських міст" - трансляцію політичних дебатів щодо майбутнього Європи між студентами та політиками високого рівня у семи різних містах Європи.
1987 рік
EGEE переконує французького президента Франсуа Міттерана підтримати фінансування програми Erasmus - програми обміну студентами, що фінансується Європейською Комісією. Розблокування програми Erasmus вважається головним досягненням Асоціації і це підтвердив в своєму інтерв'ю Доменіко Ленардуцці, керівник освіти Європейської Комісії в той час (1984–87).
1988 рік
Асоціація змінює свою назву з EGEE на AEGEE після суперечки щодо права на використання імені від торговельної марки.
Започатковано "Літні університети" - проєкт, що дозволяв молодим європейцям влітку, протягом двох тижнів, отримувати інтенсивний мультикультурний європейський досвід, таким чином відкриваючи їм двері до Європи.
1989 рік
Після падіння Берлінського муру, Агора в Салерно відкриває AEGEE для місцевих осередків за межами Європейської спільноти, що робить її однією з перших європейських організацій, яка розширилася за межі Залізної завіси.
Лейпциг стає першим місцевим осередком за межами Залізної завіси.
AEGEE організовує перший Європейський конкурс Moot Court з прав людини для студентів юридичних дисциплін, щоб дати їм можливість розвивати свої навички в рамках моделювання юридичних справ.
1990 рік
Заснована Асоціація випускників AEGEE-Europe.
1991 рік
Проводиться перше навчання в Європейській школі, організоване в Мадриді.
1992 рік
Стамбул приєднується до мережі Організації будучи першим турецьким осередком.
AEGEE отримує консультативний статус в ОБСЄ.
1993 рік
AEGEE отримує офіційний статус НУО в Раді Європи.
Львів приєднується до мережі Організації будучи першим українським осередком.
1994 рік
AEGEE розробляє свій перший вебсайт.
1995 рік
Анкара та кілька інших турецьких осередків приєднуються до мережі Організації.
AEGEE рішуче виступає проти ядерних випробувань у Європі.
1996 рік
Понад 1000 студентів беруть активну участь у серії конференцій "Знайди свій шлях", сприяючи розвитку громадянського суспільства Центральної та Східної Європи.
AEGEE переносить свою штаб-квартиру з Делфта в Брюссель.
1997 рік
AEGEE здійснює перший візит на Кіпр. Згодом, у 2001 році, в Фамагусті створюється місцевий осередок Організації.
AEGEE здійснив свій проєкт "Сократ", метою якого було сприяння вдосконалення всіх ініціатив щодо мобільності студентів у Європі.
AEGEE запускає "Європа та Євро" - проєкт, що мав на меті підвищення рівня обізнаності про потенціал нової європейської валюти за п'ять років до її впровадження.
AEGEE організовує першу навчальну поїздку до Молдови та колишньої Югославію.
AEGEE стала асоційованою організацією-членом Європейського молодіжного форуму.
1998 рік
AEGEE організовує навчальну поїздку до Трансильванії.
AEGEE стає повноправним членом Європейського молодіжного форуму.
1999 рік
Заснована Академія AEGEE для навчання та людських ресурсів на Агорі-Барселона.
AEGEE організовує Академію миру, яка займається темами конфліктів в Іспанії, Північній Ірландії, Косові, Південній Африці та Боснії та Герцеговині.
2000 рік
"Освіта для демократії" - нова програма стипендій, яка допомагає студентам з повоєнного Косова навчатися в університетах за кордоном.
AEGEE запускає "EURECA" - нову освітню програму для Європейського Союзу.
2001 рік
AEGEE організовує кілька великих проєктів, орієнтованих на мир та стабільність у Південно-східній Європі та середземноморському регіоні в рамках проєкту "Освіта для демократії".
2002 рік
AEGEE запускає один з найбільших та найуспішніших проєктів: турецько-грецький громадянський діалог.
Запуск Телебачення AEGEE осередком AEGEE-Ейндговен.
2003 рік
AEGEE запускає проєкт "Болонський процес", який має на меті гармонізацію вищої освіти в Європі та залучення до неї студентів.
AEGEE ініціює першу навчальну поїздку на Кавказ.
AEGEE організовує першу міжнародну студентську конференцію в буферній зоні на Кіпрі.
AEGEE запускає проєкт "Європа та ЄС".
AEGEE стає членом Міжнародного європейського руху.
2004 рік
AEGEE розпочинає діалог з новими членами розширеного ЄС у рамках свого проєкту "Європа та ЄС", який проводить Робоча група з міжнародної політики.
AEGEE відкриває свій перший місцевий осередок в Тбілісі.
2005 рік
AEGEE стає однією з організацій-засновниць Пожиттєвої Платформи навчання.
2006 рік
AEGEE запускає проєкти "Молодь і глобалізація", "МІСТ", "Візьми контроль в свої руки".
AEGEE розпочинає кампанію щодо включення Європейської громадянської ініціативи  до Лісабонського договору та проводить декілька місій зі спостереження за виборами у рамках свого флагманського проєкту "Візьми контроль в свої руки".
2007 рік
AEGEE організувала Модель Європейського Союзу в приміщенні Європейського парламенту в Страсбурзі.
AEGEE очолює головування в Неформальному форумі міжнародних студентських організацій та організовує зустріч зацікавлених сторін з Європейською Комісією.
AEGEE запускає "Школи лідерства".
AEGEE відіграє важливу роль у розширенні програми Erasmus до Туреччини.
2008 рік
AEGEE запускає проєкти "YVote 2009" та "Європа кличе тебе", проєкт "Сталий розвиток нашого майбутнього" стає нідерландським національним лауреатом Європейської молодіжної премії Карла Великого.
2009 рік
AEGEE посідає 1 місце в Європейській молодіжній премії Карла Великого за свій проєкт "Європа кличе тебе", "Y Vote 2009" стає національним переможцем в Греції в рамках Європейської молодіжної премії Карла Великого.
AEGEE затверджує "За межами Європи: Перспективи світу завтра" як головний проєкт на 2009–11 роки, з практичними поїздками до Індії та Південної Африки та акцентом на роль Європи у глобальних викликах, приділяючи особливу увагу Цілям розвитку тисячоліття.
2010 рік
AEGEE організовує Конференцію з Цілей розвитку тисячоліття ООН в рамках проєкту "За межами Європи".
AEGEE стає партнерською організацією BEST (Рада студентів технічних університетів Європи ).
AEGEE запускає проєкти "Де закінчується Європа" та "Безробіття молоді".
AEGEE бере участь у процесі Структурного діалогу щодо молоді Європейського Союзу.
2011 рік
AEGEE ініціює проєкт "Східне партнерство+" для надання голосу молоді та зміцнити громадянське суспільство у країнах, що перебувають у сусідніх з ЄС країнах.
AEGEE запускає власний інтернет-журнал AEGEEan.
AEGEE стає однією із організацій-засновників Європейського року волонтерського альянсу.
AEGEE спільно з YEU (Молодь для обміну та взаєморозуміння) запускає проєкт "Літньої школи нових медіа", який заохочує молодих людей до конференції EuroDIG та теми управління в Інтернеті.
2012 рік
AEGEE запускає проєкти "Європа на шляху", "Здоров'я молоді", "Європа на обмін", "ЄвроАраб".
AEGEE та YEU (Молодь для обміну та взаєморозуміння) запускають проєкт "COY (Сертифікація компетенцій молодіжних працівників)", що фінансується Європейською Комісією.
AEGEE сприяє Конференції Організації Об'єднаних Націй з питань сталого розвитку разом з делегацією на чолі з Андреа Карафа, створюючи внесок до документу "Ріо + 20"  та виступаючи за встановлення Цілей сталого розвитку та більшу співпрацю з молодіжними громадськими організаціїями за межами Ріо + 20.
AEGEE проводить велику просвітницьку кампанію з іншими молодіжними громадськими організаціями та Європейським молодіжним форумом для нової програми освіти, молоді та спорту Європейської комісії (Erasmus+)
AEGEE обрана членом Ради Європейського молодіжного форуму.
2013 рік
AEGEE посідає 1 місце в Європейській молодіжній премії Карла Великого за проєкт "Європа на шляху".
AEGEE стає акредитованою організацією при Програмі ООН з довкілля.
AEGEE запускає проєкт "ЄвроСторія".
AEGEE висловила заяву на підтримку євроінтеграційних процесів в Україні та підтримала Євромайдан.
2014 рік
AEGEE запускає кампанію "Y Vote 2014", закликаючи студентів йти голосувати на виборах до Європейського парламенту 2014 року.
AEGEE також запускає проєкти "Спостерігачі за виборами AEGEE" та "Демократія в дії".
AEGEE засудила проведення російськими військами незаконного референдуму в Автономній Республіці Крим.
2015 рік
AEGEE відтворює "Ніч 7 європейських міст", приурочену до 30 річниці існування Організації.
2016 рік
AEGEE запускає проєкт "Твоє бачення Європи", а "Ніч 7 європейських міст" стає національним переможцем в Болгарії в рамках Європейської молодіжної премії Карла Великого.
2017 рік
Проєкти "Обличчя Європи" та "Літні університети" отримують нагороди в рамках Європейської молодіжної премії Карла Великого.
2018 рік
AEGEE вперше проводить статну подію на Кавказі. EPM відбувся в Єревані.
2019 рік
AEGEE запускає проєкти "MINT" та "S.M.A.S.H.", які мають на меті сприяння обізнаності з тем психічного здоров’я, сексуальних домагань та згоди, як всередині Організації так і за її межами. Проєкти фінансуються Європейським молодіжним фондом Ради Європи.
2020 рік
AEGEE запускає проєкт "HerMainY", який зосереджується на інтеграції ґендерних питань у сфері комунікацій. Проєкт теж фінансується Європейським молодіжним фондом Ради Європи і є продовженням проєкту GENDERS [Архівовано 9 серпня 2020 у Wayback Machine.]

## Цілі AEGEE
- Сприяти об'єднанню Європи, боротися із стереотипами
- Сприяти створенню відкритого толерантного суспільства сьогодні та в майбутньому
- Сприяти поширенню і підтримці демократії, прав людини, толерантності, міжкультурної співпраці, мобільності та європейських стандартів в освіті

### Сфери діяльності
- Культурний обмін
- Активне громадянство
- Неформальна освіта
- Мир і Стабільність

## Діяльність

#### Теперішні проєкти AEGEE
- Action Day (Тематичні заходи) — проєкт, який має на меті організувати одночасно в багатьох містах Європи місцевими осередками AEGEE різноманітні заходи, присвячені одній темі, наприклад, День Сократа, Європейський День Мов, або День Танців.[5]
- AEGEE Eastern Partnership+ (Східне партнерство+ AEGEE) - проєкт, спрямований на розвиток співпраці між Європейським Союзом та країнами, які беруть участь у Східному партнерстві. Сприяє демократичному, економічному та суспільному розвитку як в ЄС, так і в країнах-партнерах Східного партнерства через надання важливої інформації та експертизи щодо ситуації в ЄС та країнах-партнерах, сприяння міжкультурному обміну та співпраці, розширенню зв'язків, навчання та підвищення компетентності учасників.[6]
- AEGEE Election Observation (Спостерігачі за виборами AEGEE) - проєкт, що забезпечує залученість молоді у виборчих процесах через навчання та розміщення молодих людей (18-30 років) у місіях спостереження на парламентських виборах по всій Європі. Звіти місії зосереджуються на викликах, з якими стикаються молодь, як виборці, кандидати, і взагалі як учасники виборчого процесу. Місії зі спостереження за виборами AEGEE відкриті як для членів AEGEE, так і для не членів. З 2014 року майже 500 спостерігачів було розміщено в понад 20 місіях у 14 країнах.[7]
- Case Study Trips (Навчальні подорожі) — подорожі для вивчення певної проблеми визначеної тематики (наприклад, демократія, молодіжні питання, стандарти життя та навчання, націоналізм і проблеми меншин).
- Europe on Track (Європа на шляху) - проєкт, що проходив у 2012, 2014 та щороку, починаючи з 2016 року. Кожен рік вибрані учасники їздять по визначених містах Європи поїздом за підтримки InterRail, щоб за допомогою тематичних заходів, фотографій, відеозйомки та інтерв'ю зафіксувати уявлення молоді про майбутнє Європи.[8]
- HerMainY - проєкт зосереджується на інтеграції ґендерних питань у сфері комунікацій. Фінансується Європейським молодіжним фондом Ради Європи і є продовженням проєкту GENDERS [Архівовано 9 серпня 2020 у Wayback Machine.]:
- MINT (Психічне здоров'я в неформальній освіті) - проєкт сприяє обізнаності з теми психічного здоров’я в Організації. Фінансується Європейським молодіжним фондом Ради Європи.
- S.M.A.S.H. (Структурні Заходи Проти Сексуальних Домагань) -  проєкт AEGEE, який здійснюється завдяки підтримці Європейського молодіжного фонду Ради Європи та покликаний підвищити рівень обізнаності щодо сексуальних домагань та згоди як всередині Організації так і за її межами. Під час цього проєкту AEGEE проводить підготовку своїх членів для запобігання, виявлення та реагування на випадки сексуальних домагань. Крім того, впродовж проєкту розробляються навчальні рекомендації для молодіжних працівників щодо того як стати "безпечною особою" та як запровадити систему, яка дозволяє подолати сексуальні домагання у своїх місцевих організаціях.[9]
- Summer Universities (Літні університети) - проєкт, що народився в 1988 році з метою сприяння європейській інтеграції, взаєморозуміння та вивченню мультикультурного виміру європейського континенту, усунення національних кордонів, боротьби за толерантність. На даний момент, є найбільшим проєктом в межах Організації, в якому щороку у, близько 60 локаціях Європи, бере участь понад 2000 молодих людей.[10]
- Where does the europe end 2.0? (Де закінчується Європа 2.0?) - проєкт, метою якого є вивчення фізичних та психологічних кордонів Європи у сприйнятті людей. В ході проєкту організовано низку конвенцій, які географічно охоплюють різні куточки Європи, на яких учасники збираються, щоб презентувати їхню концепцію Європи, обговорити різні гарячі теми, пов’язані з європейським суспільством та розробити різні сценарії майбутнього європейської інтеграції
- Yvote (Чому голосувати) - загальноєвропейська кампанія, покликана заохотити молодь Європейського Союзу робити усвідомлений вибір на виборах до Європейського парламенту. Проєкт був запущений до європейських виборів у 2009 році і успішно відтворювався під час виборів до Європейського парламенту у 2014 та 2019 роках відповідно.[11]
- Тренінги - щороку AEGEE пропонує своїм членам взяти участь у Міжнародній освітній програмі, що складається з, близько, 8 міжнародних тренінгів (різноманітні «Європейські Школи») і багатьох локальних тренінгів. Тренінги складаються з теорії і практики в формі лекцій і розбору кейсів.

#### Колишні проєкти AEGEE
- Beyond the Europe: Perspectives for Tomorrow’s World (За межами Європи: Перспективи світу завтра) - проєкт мав на меті розширення можливостей молоді в Європі та за її межами для вирішення глобальних викликів через підвищення поінформованості щодо них, заохочення участі молоді для їх вирішення, а також посилення міжкультурного діалогу з молодіжними організаціями світу.[12]
- Bologna process (Болонський процес) - проєкт, мета якого створення європейського простору вищої освіти шляхом гармонізації стандартів наукових ступенів та стандартів якості в усій Європі для кожного факультету та його розвитку.[13]
- BRIDGE: Connecting Ability and Disability (МІСТ: Сполучення з інвалідністю) - проєкт, метою якого було підвищення мобільності та залучення у заходах AEGEE молоді з обмеженими можливостями, а також змінити сприйняття молоді з обмеженими можливостями, показати, що вони можуть і повинні сприяти у розбудові громадянського суспільства та налагодити співпрацю з організаціями, що допомагають молоді з обмеженими можливостями з активною участю в суспільстві.[14]
- Education for democracy (Навчання за демократію ) - проєкт був спрямований на те, щоб студенти з Південного Кавказу та Західних Балкан мали можливість навчатись один навчальний рік у стабільній демократичній країні.[15]
- EURECA (ЄВРопейська Едукаційна КАмпанія) -  був задуманий як проєкт з питань європейської освіти, орієнтований на підвищення обізнаності про важливість освіти для майбутньої інтеграції Європи та її громадян, встановлення діалогу та відкритого обміну думками, підкреслення ролі, яку відіграє Європейський Союз у впливі на європейську освіту, вплив ЗМІ та розробка пропозиції щодо нової освітньої програми.[16]
- EuroArab (ЄвроАраб) - метою проєкту було руйнування стереотипів та забобонів шляхом проведення міжкультурних обмінів між європейською та арабською молоддю та створення міцніших та тісніших відносин між європейською та арабською культурами.
- Europe on exchange (Європа на обмін) - проєкт із залучення всіх студентів та молоді в Європі та сусідніх країнах до участі у програмах мобільності.[17]
- EurStory (ЄвроСторія) - проєкт сприяння солідарності, взаєморозуміння та толерантності між країнами Європи шляхом аналізу кількох сторін спільної європейської історії, розвитку критичного мислення в учнів середньої школи щодо небезпеки однобічності поглядів європейської історії.
- Health 4 youth (Здоров'я молоді) - проєкт наголошував на важливості ведення здорового способу життя для молоді Європи та надавав їм інформацію та інструменти для цього.
- Socrates (Сократ) - проєкт, метою якого було сприяння вдосконалення всіх ініціатив щодо мобільності студентів у Європі.
- Sustaining our future (Сталий розвиток нашого майбутнього) - проєкт мав на меті збільшити обізнаність та залучення європейської молоді до теми сталого розвитку.[18]
- Take control (Візьми контроль в свої руки) - проєкт, який містив низку навчальних заходів, конференцій, політичних кампаній, освітніх та медіа-заходів, призначених для посилення участі та залучення молоді до європейського політичного процесу.[19]
- Where does the europe end? (Де закінчується Європа?) - проєкт, метою якого було вивчення фізичних та психологічних кордонів Європи у сприйнятті людей. В ході проєкту було організовано низку конвенцій, які географічно охоплювали різні куточки Європи, на яких учасники збиралися, щоб презентувати їхню концепцію Європи, обговорити різні гарячі теми, пов’язані з європейським суспільством на той час, та розробити різні сценарії майбутнього європейської інтеграції.[20]
- YOUrope needs you (Європа кличе тебе) - проєкт присвячений заохоченню учнів середньої школи бути активними громадянами, ставати волонтерами та навчатися проєктного менеджменту.[21]
- Youth Globalization (Молодь і глобалізація) - аналіз зі студентської точки зору глобалізаційних процесів в 21 столітті з політичного, економічного, культурного, соціального боків.[22]
- Youth UnEmployment (Безробіття молоді) - проєкт мав на меті підвищення обізнаності молоді щодо можливостей працевлаштування, визнання волонтерства як досвіду роботи та визнання неформальної освіти, розширення можливостей молоді для створення власного бізнесу.[23]

## Структура
Особливістю AEGEE є відсутність національного рівня. Натомість AEGEE має організаційну структуру, що, загалом, складається з мережі, яка налічує близько 160 місцевих осередків, Агори (Генеральної Асамблеї), Комітету директорів, Президії, Академії, Комісій, Комітетів, Робочих груп, Груп за інтересами тощо. Географічно це виглядає так:
Локальний рівень — молодь із 160 автономних локальних осередків безпосередньо працює над втіленням цілей AEGEE в життя відповідно до потреб локальної спільноти.
Європейський рівень — визначає спільний напрямок проведення усіх місцевих
заходів локальних осередків; створює платформу для міжнародної співпраці, спілкування і роботи міжкультурних команд.
Локальні рівні можуть існувати в містах, де розташовані вищі навчальні заклади і покликані об'єднувати молодь, передусім студентів цього міста.
Керівний склад осередку (Рада Правління) обирається на щорічних зібраннях і має безпосередній зв'язок із європейським рівнем. Члени з локальних рівнів можуть напряму брати участь в європейських Робочих групах, командах проєктів, Комісіях та Комітетах. Європейський рівень визначає спільний напрямок проведення усіх місцевих заходів локальних осередків; створює платформу для міжнародної співпраці, спілкування і роботи міжкультурних команд.

### Комітет директорів
Існує також Рада Правління Європейського рівня (Комітет директорів), яку очолює Президент AEGEE-Europe.
Наразі до складу Комітету директорів входять:
| Посада                                                | Ім'я                  | Осередок  |
| ----------------------------------------------------- | --------------------- | --------- |
| Президентка                                           | Kirsten Broekema      | Ґронінґен |
| Фінансова директорка                                  | Ariane Blok           | Утрехт    |
| Віце-президент та мережевий директор                  | Augustin Viot         | Париж     |
| Директорка з комунікацій                              | Aleksandra Rachwalska | Ґронінґен |
| Директорка із внутрішньої освіти та людських ресурсів | Lena Sobczyńska       | Варшава   |

### Президія
Президія (Chair) відповідає за підготовку та голосування на статутних подіях.

### Академія
Академія AEGEE (AEGEE Academy) забезпечує високоякісні тренінги з неформальної освіти.

### Комісії
Здійснюють нагляд за дотриманням правил Організації.
- Мережева комісія (NetCom) підтримує локальні осередки та Робочі групи
- Юридична комісія (JC) регулює внутрішнє функціонування Організації
- Аудиторська комісія (Audit) здійснює фінансовий нагляд за осередками та Комітетом директорів
- Третейська комісія (MedCom) вирішує спірні питання між осередками та європейськими органами Асоціації
- Забезпечення приватності даних (Data Privacy)

### Комітети
- Координаційний комітет плану дій (ACT)
- Комітет з комунікацій
- Комітет інформаційних технологій (ITC)
- Комітет людських ресурсів (HRC)
- Комітет забезпечення якості подій (EQAC)
- Стратегічний (SC)
- Комітет зі збору коштів (FC)
- Комітет Safe Person (SPC)

### Робочі групи
Робочі групи займаються втіленням тематичних проєктів, записаних в трирічному стратегічному плані АЕЖЕ. Напрямками діяльності робочих груп 2020-2023 визначено:
- Надзвичайна кліматична ситуація
- Політичний активізм
- Психічне здоров'я
- Соціальна рівність

### Групи за інтересами
- Політична інтерес група (POLIG)
- ЛГБТ+ інтерес група (LGBT+)

### Агора (Генеральна Асамблея)
Agora - це найбільша статутна подія AEGEE, яка проводиться двічі на рік (навесні та восени), та збирає, в середньому, від 600 до 1000 учасників на період 4-5 днів.

#### Ціль Агори
- Редагування та створення правил
- Вибір представників мережі
- Створення та затвердження політики та стратегії розвитку
- Перевірка та затвердження звітів європейських органів
- Внесення змін до Статуту та інших документів

#### Особливості
Агори між собою відрізняються в залежності від питань, які виносяться на голосування:
| Весняна                                     | Осіння                            |
| Комітет Директорів                          | Президія                          |
| Юридична комісія                            | Третейська комісія                |
| Мережева комісія                            | Аудиторська комісія               |
| Координатори робочих груп                   | Координатори літніх університетів |
| Тема Європейського стратегічного планування |                                   |

#### Засідання
Засідання на Агорі поділяються на 4 типи:
- Пленарні засідання. Обговорення найважливіших питань та голосування
- Пританії. Обговорення пропозицій та звітів, внесення поправок (за необхідності) та голосування
- Прогрес-зустрічі. Обговорення ідей, пропозицій, загального прогресу Організації, надання рекомендацій
- Майстерні. Можливість розвинути старі та вивчити нові навички з різних сфер

#### Відвідування
Агору можна відвідати як делегат, посланець, візитер, спостерігач. Обсяг компетенцій відрізняється в залежності від ролі відвідування.
| Тип           | Делегат | Посланець | Візитер | Спостерігач |
| ------------- | ------- | --------- | ------- | ----------- |
| Право голосу  | +       | +         | -       | -           |
| Право виступу | +       | -         | -       | -           |

#### Список Агор[31]
| Номер | Рік проведення | Місце проведення   | Країна проведення  |
| ----- | -------------- | ------------------ | ------------------ |
| 1     | 1986           | Мюнхен             | Німеччина          |
| 2     | 1986           | Гайдельберг        | Німеччина          |
| 3     | 1987           | Лейден             | Нідерланди         |
| 4     | 1987           | Севілья            | Іспанія            |
| 5     | 1988           | Мілан              | Італія             |
| 6     | 1988           | Орлеан             | Франція            |
| 7     | 1989           | Саламанка          | Іспанія            |
| 8     | 1989           | Салерно            | Італія             |
| 9     | 1990           | Париж              | Франція            |
| 10    | 1990           | Бонн               | Німеччина          |
| 11    | 1991           | Амстердам          | Нідерланди         |
| 12    | 1991           | Будапешт           | Угорщина           |
| 13    | 1992           | Кос-Афіни          | Греція             |
| 14    | 1992           | Делфт              | Нідерланди         |
| 15    | 1993           | Прага              | Чехія              |
| 16    | 1993           | Утрехт             | Нідерланди         |
| 17    | 1994           | Мюнхен             | Німеччина          |
| 18    | 1994           | Монпельє           | Франція            |
| 19    | 1995           | Амстердам          | Нідерланди         |
| 20    | 1995           | Будапешт           | Угорщина           |
| 21    | 1996           | Вальядолід         | Іспанія            |
| 22    | 1996           | Афіни              | Греція             |
| 23    | 1997           | Енсхеде            | Нідерланди         |
| 24    | 1997           | Анкара             | Туреччина          |
| 25    | 1998           | Маастрихт          | Нідерланди         |
| 26    | 1998           | Гамбург            | Німеччина          |
| 27    | 1999           | Барселона          | Іспанія            |
| 28    | 1999           | Познань            | Польща             |
| 29    | 2000           | Утрехт             | Нідерланди         |
| 30    | 2000           | Удіне              | Італія             |
| 31    | 2001           | Констанца          | Румунія            |
| 32    | 2001           | Анкара             | Туреччина          |
| 33    | 2002           | Амстердам          | Нідерланди         |
| 34    | 2002           | Афіни              | Греція             |
| 35    | 2003           | Бухарест-Констанца | Румунія            |
| 36    | 2003           | Сарагоса           | Іспанія            |
| 37    | 2004           | Охрид-Скоп'є       | Північна Македонія |
| 38    | 2004           | Турин              | Італія             |
| 39    | 2005           | Енсхеде            | Нідерланди         |
| 40    | 2005           | Ізмір              | Туреччина          |
| 41    | 2006           | Варшава            | Польща             |
| 42    | 2006           | Неаполь            | Італія             |
| 43    | 2007           | Валлетта           | Мальта             |
| 44    | 2007           | Ескішехір          | Туреччина          |
| 45    | 2008           | Любляна            | Словенія           |
| 46    | 2008           | Аахен              | Німеччина          |
| 47    | 2009           | Фамагуста          | Кіпр               |
| 48    | 2009           | Київ               | Україна            |
| 49    | 2010           | Лейден             | Нідерланди         |
| 50    | 2010           | Стамбул            | Туреччина          |
| 51    | 2011           | Аліканте           | Іспанія            |
| 52    | 2011           | Струга-Скоп'є      | Північна Македонія |
| 53    | 2012           | Енсхеде            | Нідерланди         |
| 54    | 2012           | Будапешт           | Угорщина           |
| 55    | 2013           | Рейн-Неккар        | Німеччина          |
| 56    | 2013           | Сарагоса           | Іспанія            |
| 57    | 2014           | Патри              | Греція             |
| 58    | 2014           | Кальярі            | Італія             |
| 59    | 2015           | Астуріас           | Іспанія            |
| 60    | 2015           | Київ               | Україна            |
| 61    | 2016           | Бергамо            | Італія             |
| 62    | 2016           | Кишинів            | Молдова            |
| 63    | 2017           | Енсхеде            | Нідерланди         |
| 64    | 2017           | Катанія            | Італія             |
| 65    | 2018           | Краків             | Польща             |
| 66    | 2018           | Стамбул            | Туреччина          |
| 67    | 2019           | Бухарест           | Румунія            |
| 68    | 2019           | Салерно            | Італія             |
| 69    | 2020           | Онлайн             |                    |
| 70    | 2020           | Онлайн             |                    |
| 71    | 2021           | Онлайн             |                    |
| 72    | 2021           | Онлайн             |                    |
| 73    | 2022           | Новий Сад          | Сербія             |
| 74    | 2022           | Онлайн             |                    |
| 75    | 2023           | Енсхеде            | Нідерланди         |
| 76    | 2023           | Онлайн             |                    |
| 77    | 2024           | Новий Сад          | Сербія             |

## AEGEE в Україні
Станом на 2023 рік, в Україні не існує жодного осередку.
Колишні осередки:
- AEGEE-Chernihiv
- AEGEE-Chernivtsi
- AEGEE-Dnipropetrovsk
- AEGEE-Donetsk
- AEGEE-Drogobych
- AEGEE-Ivano-Frankivsk
- AEGEE-Izmayil
- AEGEE-Kharkiv
- AEGEE-Kirovohrad
- AEGEE-Kyїv[32]
- AEGEE-Lutsk
- AEGEE-Lviv[33]
- AEGEE-Mariupol
- AEGEE-Mykolaiv
- AEGEE-Odessa[34]
- AEGEE-Rivne
- AEGEE-Sevastopol
- AEGEE-Simferopol
- AEGEE-Ternopil
- AEGEE-Uzhgorod
- AEGEE-Vinnytsia
- AEGEE-Yalta
- AEGEE-Zaporizhia